# Піві антильський
Пі́ві антильський (Contopus latirostris) — вид горобцеподібних птахів родини тиранових (Tyrannidae). Мешкає на Пуерто-Рико та на Малих Антильських островах.

## Підвиди
Виділяють три підвиди:
- C. l. blancoi (Cabanis, 1875) — Пуерто-Рико;
- C. l. brunneicapillus (Lawrence, 1878) — Домініка, Гваделупа і Мартиніка;
- C. l. latirostris (Wetmore, 1928) — Сент-Люсія.

## Поширення і екологія
Антильські піві мешкають в Пуерто-Рико, Домініці, Гваделупі, Мартиніці і Сент-Люсії. Вони живуть у вологих і сухих тропічних лісах, в чагарникових заростях і мангрових лісах та на кавових плантаціях. Зустрічаються на висоті до 900 м над рівнем моря.